# Wendy Wu
Wendy Wu: nastoletnia wojowniczka (ang. Wendy Wu: Homecoming Warrior) – amerykański film z 2006 roku nadawany na kanale Disney Channel oraz Disney XD. Głównymi bohaterami filmu są tytułowa Wendy Wu i chiński mnich Shen.

## Opis fabuły
Film opowiada o zwyczajnej nastolatce zmagającej się z codziennymi problemami. Jednak tej zwykłej nastolatce powierzona jest przyszłość. Co 90 lat (czyli co trzecie pokolenie) wybierana jest wojowniczka Yin zmagająca się z siłami zła. W tym przypadku jest to Wendy. Wrogiem bohaterki jest Yan Lo. Wendy na początku prześladowana była przez mnicha nakłaniającego ją do założenia amuletu w celu ochrony. Mnich zostaje zaproszony przez rodzinę Wendy na kolację, przy której opowiada im o prababci Wendy – wojowniczce. Podstępem zmusza Wendy do treningów. Pomaga jej także w wyborach na Królową Balu. Radość z wygranej Wendy w konkursie znika gdy dowiaduje się, że bal i walka mają się odbyć w tym samym czasie. Na dodatek odkrywa, że młody mnich nie jest jej obojętny.

## Obsada
- Brenda Song – Wendy Wu
- Shin Koyamada – Mnich Shen
- Justin Chon – Peter Wu
- Andy Fischer-Price – Austin
- Anna Hutchinson – Lisa
- Paul Willis – Dyrektor Nunan
- Michael Saccente – Pan Garibay
- James Gaylyn – Pan Medina
- Sally Stockwell – Trener Gibbs
- Timothy Raby – Pan Tobias
- Ellen Woglom – Jessica Dawson
- Sally Martin – Tory
- Tsai Chin – Babcia Wu
- Geoff Dolan – Ochroniarz muzeum
- Michael David Cheng – Kenny Wu

## Wersja polska
Opracowanie: na zlecenie Jetix – IZ-Text

Dźwięk i montaż: Iwo Dowsilas

Tekst polski: Agnieszka Klucznik

Reżyseria: Ireneusz Załóg

W polskiej wersji wystąpili:
- Agnieszka Okońska – Wendy Wu
- Anita Sajnóg –
  - Nina Wu,
  - Lisa,
  - Megan
- Agnieszka Wajs –
  - Tory,
  - Jessica Dawson
- Krystyna Wiśniewska –
  - Babcia Wu,
  - Trenerka Gibbs
- Konrad Ignatowski –
  - Shen,
  - Dostawca
- Mirosław Neinert –
  - Medina,
  - Yan-Lo
- Ziemowit Pędziwiatr –
  - Austin,
  - Dyrektor Numan
- Andrzej Warcaba –
  - Stary Monk,
  - Ochroniarz muzeum
- Krzysztof Korzeniowski –
  - Peter,
  - Garibay
- Ireneusz Załóg –
  - Kenny Wu,
  - Tobias

i inni